# Debbie Gibson
Deborah Ann "Debbie" Gibson, född 31 augusti 1970 i Brooklyn i New York, är en amerikansk popsångerska.
Hon både skrev och producerade sina låtar, och slog igenom med låten "Only in my dreams" som nådde fjärde plats på Billboardlistan 1987. Året efter fick hon sin första etta på den listan med balladen "Foolish Beat", som också kom in på svenska Trackslistan. Hon fick sedan ytterligare en listetta med den än mer stillsamma balladen "Lost in your eyes", som även nådde första plats på Trackslistan. 
Trots denna framgång så försvann hon från hitlistorna i början av 90-talet, och har sedan dess mest varit verksam som musikalartist och skådespelerska.
Hon föddes i Brooklyn men växte upp i Merrick på Long Island.